# Sapin noble
Abies procera
Espèce
Répartition géographique
Statut de conservation UICN

 LC  : Préoccupation mineure
Le sapin noble ou sapin de l’Oregon (Abies procera) est une espèce de sapin de la famille des Pinaceae, originaire du nord-ouest de l'Amérique du Nord.

## Description
C'est un grand arbre au feuillage persistant mesurant généralement de 40 à 70 m de hauteur et 2 m de diamètre, rarement 90 m de hauteur et 2,7 m diamètre[réf. nécessaire], avec une couronne conique étroite. L'écorce des jeunes arbres est lisse, grise avec des boules de résine, devenant rouge-brun, rugueuse et fissurée sur les vieux arbres. Les aiguilles, de 1 à 3,5 cm de long[réf. nécessaire], sont d'un bleu-vert glauque avec de fortes bandes de stomates et une pointe crantée mousse. Elles sont disposées en spirale sur la tige, mais légèrement tordues pour être au-dessus de la tige. Les cônes sont dressés, font 11 à 22 cm de long[réf. nécessaire], avec les écailles pourpres presque complètement cachées par les longues bractées jaune-vert; bruns à maturité, ils se désintégrent pour libérer leurs graines ailées à l'automne.

## Répartition et habitat
Il est originaire des montagnes de la chaîne des Cascades et des chaînes côtières du Pacifique entre l'extrême nord-ouest de la Californie et l'ouest de l'Oregon et de l'État de Washington, aux États-Unis.
C'est un arbre d'altitude, poussant généralement de 300 à 1500 m d'altitude[réf. nécessaire], atteignant rarement la limite des arbres.

## Utilisation
Le bois de l'arbre est utilisé en construction et en papeterie. On l'utilise aussi pour en faire des sapins de Noël.

## Galerie

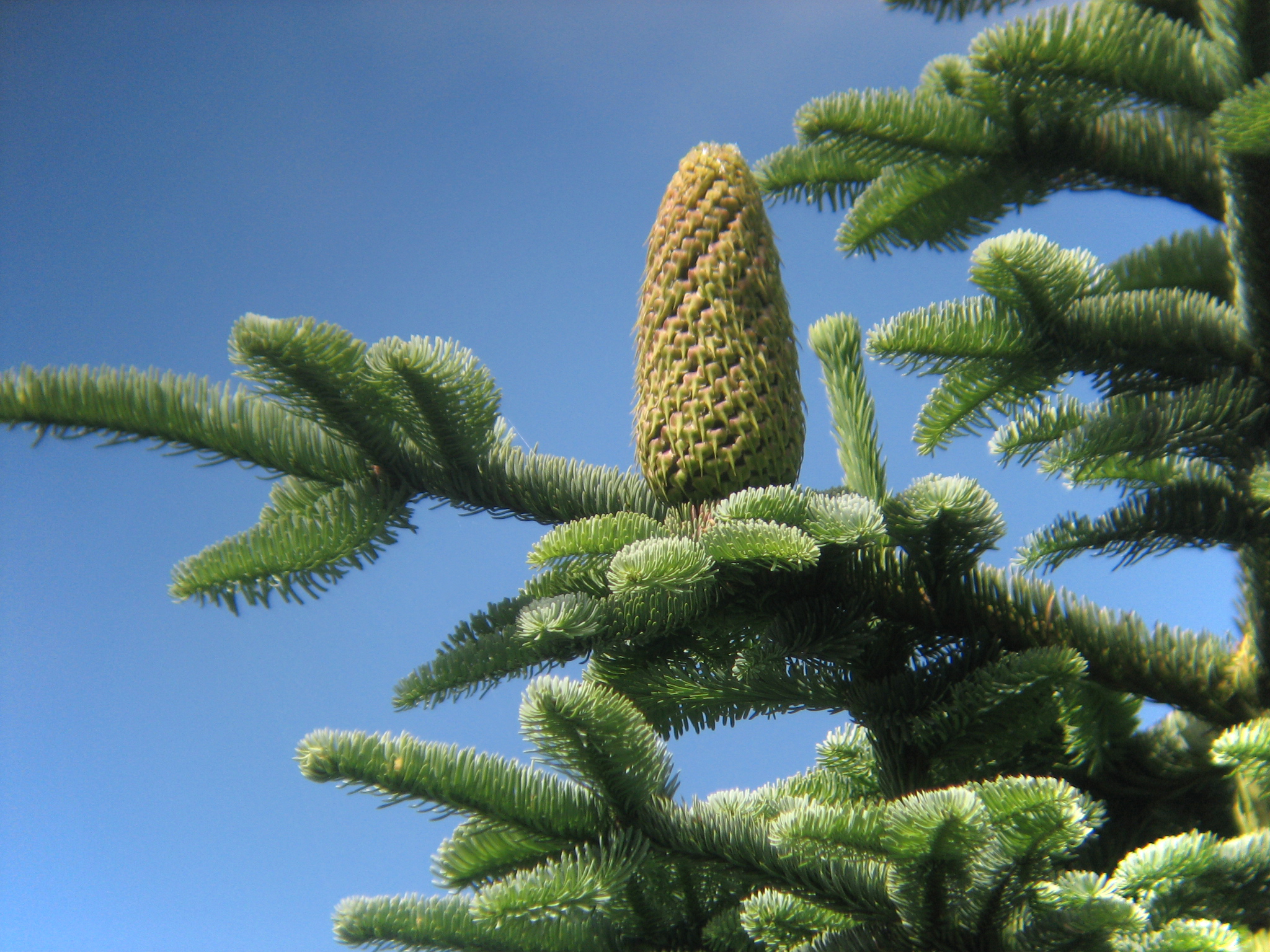
Cône femelle.
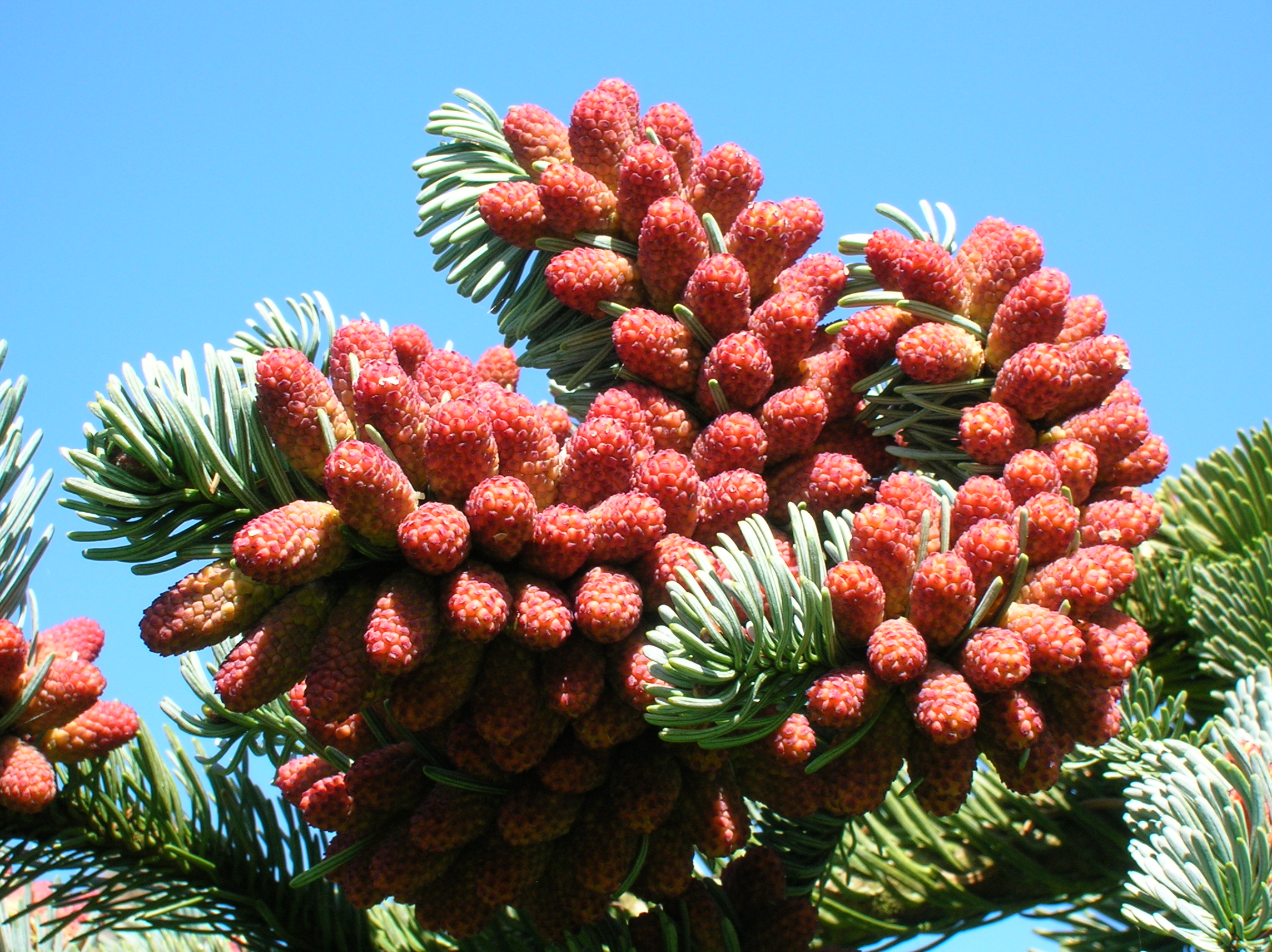
Cônes mâles.
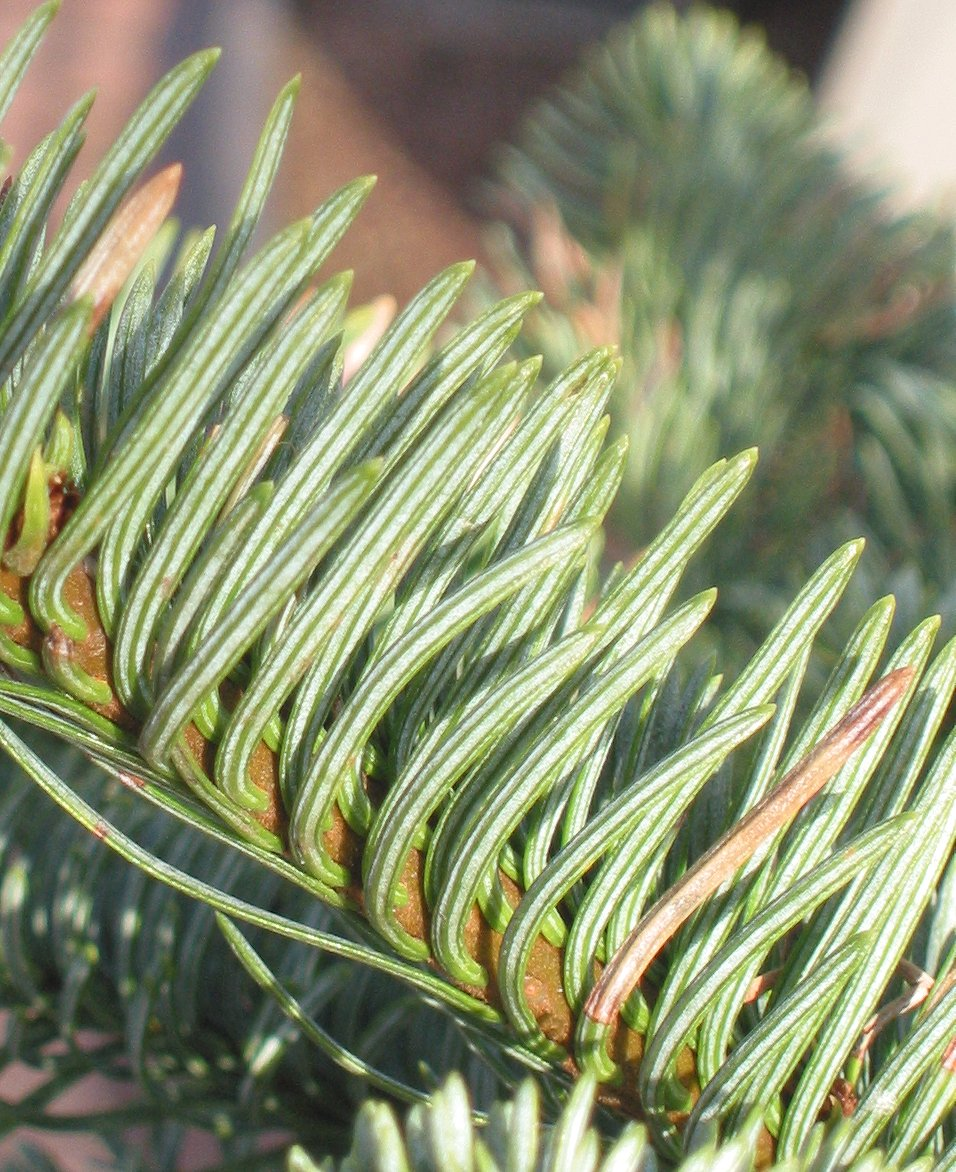
Aiguilles.